# Bernardo Reyes Pimentel
Bernardo Reyes Pimentel (1902- 1957). 
Historiador y escritor de renombre. Nació en Tapachula. Fue presidente municipal de su ciudad natal y director del Museo de Historia de Chiapas. Autor de varios estudios e impulsor de investigaciones históricas y arqueológicas sobre Chiapas. Junto con otros intelectuales chiapanecos, fundó el Museo Regional de Antropología e Historia del Estado.
Entre obras que se recuerdan figuran: general José María Melo, soldado de Bolívar sacrificado en Chiapas y panorama de las actividades antropológicas en Chiapas durante el régimen del Dr. Rafael Pascasio Gamboa.
Murió en 1957 en la ciudad de Tuxtla Gutiérrez.